# كراتشي
كراتشي أو كراجي (بالأردية: كراچى) ((بالسندية: ڪراچي)) هي أكبر مدن باكستان، وعاصمة محافظة السند، وعرفت في العصور الإسلامية المبكرة بمدينة الديبل والتي فتحها محمد بن القاسم الثقفي.
كراجي هي المركز المالي والتجاري لباكستان، وهي ميناء مهم في المنطقة. تقع المدينة على ساحل بحر العرب، شمال غرب دلتا نهر السند. وهي نواة العمل الإقليمي والنشاطات التقنية ولهما النسبة الأعلى من المتعلمين في البلاد. تعتبر كراجي المدينة الأكثر سكاناً في باكستان حيث يقارب عدد سكانها 14 مليون نسمة.

## التركيبة السكانية

### عدد السكان
قدر عدد سكان كراجي بنحو 105,000 نسمة في نهاية القرن التاسع عشر. وقدر عدد سكان المدينة بنحو 400,000 نسمة مع بزوغ فجر استقلال باكستان في عام 1947. شهد عدد سكان المدينة نموًا كبيرًا مع قدوم مئات آلاف اللاجئين المسلمين من جمهورية الهند حديثة الاستقلال. اجتذب النمو الاقتصادي السريع بعد الاستقلال مزيدًا من المهاجرين من جميع أنحاء باكستان وجنوب آسيا. بلغ عدد سكان كراجي 14,910,352 نسمة بحسب تعداد عام 2017، مسجلًا نموًا سنويًا قدره 2.49% بدءًا من تعداد عام 1998، والذي ذكر أن عدد سكان كراجي بلغ 9.3 مليون نسمة على وجه التقريب.
تشير الإحصاءات السكانية الواردة في التعداد، والتي كانت دون المستوى المتوقع، إلى تردي البنية التحتية لكراجي، ووضع القانون والنظام، وضعف الاقتصاد بالمقارنة مع أجزاء أخرى من باكستان، وهو ما جعل المدينة أقل جذبًا للهجرة الداخلية مما كان يعتقد في السابق. تعترض جميع الأحزاب السياسية الكبرى في السند على هذا الرقم. شهد عدد سكان كراجي نموًا بنسبة 59.8% منذ تعداد عام 1998 ليصل إلى 14.9 مليون نسمة، في حين نما عدد سكان مدينة لاهور بنسبة 75.3% -وذلك على الرغم من عدم إجراء الحكومة الإقليمية لتعديلات على حدود مقاطعة كراجي الإحصائية منذ عام 1998، في حين عملت حكومة البنجاب على توسيع مقاطعة لاهور، وهو ما أدى إلى وقوع جزء من النمو في كراجي خارج الحدود الإحصائية الخاصة بالمدينة. شهد عدد سكان كراجي نموًا بمعدل 3.49% في الفترة ما بين تعداد عام 1981 وتعداد عام 1998، وهو ما دفع العديد من المحللين إلى تقدير عدد سكان المدينة بنحو 18 مليون نسمة في عام 2017، وذلك من خلال استقراء معدل النمو السنوي المتواصل البالغة نسبته 3.49%. توقع البعض أن يتراوح عدد سكان المدينة ما بين 22 إلى 30 مليون نسمة، وهو ما يتطلب تسريع معدل النمو السنوي بنسبة تتراوح ما بين 4.6% إلى 6.33%.
لمحت الأحزاب السياسية في الإقليم إلى تعرض عدد سكان المدينة للتقليل في محاولة متعمدة لتقويض السلطة السياسية للمدينة والإقليم. ادعى عضو مجلس الشيوخ عن حزب الشعب الباكستاني تاج حيدر امتلاكه لوثائق رسمية تكشف أن عدد سكان المدينة بلغ 25.6 مليون نسمة في عام 2013، في حين أن مكتب إحصاء إقليم السند، التابع للإدارة الإقليمية بقيادة حزب الشعب الباكستاني، قدر عدد سكان كراجي بنحو 19.1 مليون نسمة في عام 2016.

### الإثنية
تعكس أقدم أجزاء مدينة كراجي الحديثة التركيب الإثني لأول مستوطناتها، ولا يزال البلوش والسنديون يشكلون جزءًا كبيرًا من حي لياري، وذلك رغم أن العديد من السكان هم مهاجرون حديثون نسبيًا. غادرت أعداد غفيرة من الهندوس باكستان بعد تقسيم الهند متجهين إلى دومينيون الهند (جمهورية الهند) حديثة الاستقلال، في حين استقرت نسبة أكبر من المهاجرين واللاجئين المسلمين الذين قدموا من الهند في مدينة كراجي. شهد عدد سكان المدينة نموًا بنسبة 150% خلال فترة العشر سنوات الممتدة ما بين عام 1941 وعام 1951، ويعزى ذلك إلى الوافدين الجدد الذين جاءوا من الهند، والذين شكلوا نسبة 57% من عدد سكان كراجي في عام 1951. تعتبر المدينة الآن بوتقة انصهار في باكستان، وهي أكثر مدن البلاد تنوعًا.
تعد كراجي أكبر مدينة ناطقة باللغة البنغالية خارج منطقة البنغال. قدر عدد المهاجرين الأجانب الذين يعيشون في المدينة بنحو 2.5 مليون مهاجر في عام 2011. ينحدر جل هؤلاء من أفغانستان، وبنغلاديش، وميانمار، وسريلانكا.
ينحدر الكثير من مواطني كراجي من المهاجرين واللاجئين المتحدثين باللغة الأردية الذين جاءوا من شمال الهند، وأصبح يطلق عليهم تسمية «مهاجر». وصل المهاجرون الأوائل إلى كراجي في عام 1946، وجاء ذلك في أعقاب مذابح كلكتا الكبرى وما تبعها من أعمال شغب في ولاية بهار عام 1946. عارض أثرياء الهندوس في المدينة إعادة توطين اللاجئين بالقرب من منازلهم، لذلك أُوويَ العديد من اللاجئين في الأجزاء الأقدم والأكثر اكتظاظًا من كراجي. شهدت المدينة تدفق أعداد كبيرة من المهاجرين بعد التقسيم، والذين انجذبوا إلى هذه المدينة الساحلية والعاصمة الاتحادية المعلن عنها حديثًا نظرًا لما قدمته من فرص عمل في المجال الإداري. استمر «المهاجرون» في الهجرة إلى باكستان طيلة خمسينيات ومطلع ستينيات القرن العشرين. ظلت كراجي الوجهة الرئيسية للمهاجرين المسلمين الهنود خلال هذين العقدين. شكل مجتمع المهاجرين الناطق باللغة بالأردية ما تناهز نسبته 45% من سكان المدينة بحسب تعداد عام 2017. ويشكل المهاجرون الجزء الأكبر من الطبقة الوسطى في كراجي.
يعيش في كراجي مجموعة واسعة من الشعوب المسلمة غير الناطقة بالأردية. وينحدر هؤلاء مما يعرف الآن بجمهورية الهند. تحتوي المدينة على مجتمع محلي كبير من اللاجئين الناطقين بالكجراتية، والماراثية، والكونكانية. كذلك يوجد في كراجي مجتمع محلي فاعل من المسلمين المليباريين المنحدرين من ولاية كيرلا في جنوب الهند. اندمجت هذه المجموعات الإثنية اللغوية ضمن المجتمع الناطق باللغة الأردية.
هاجرت أعداد كبيرة من البشتون من إقليم خيبر بختونخوا إلى مدينة كراجي خلال فترة النمو الاقتصادي السريع إبان ستينيات القرن العشرين. آثر اللاجئون البشتون من الأفغان الاستقرار في مدينة كراجي خلال ثمانينيات القرن العشرين. تضم كراجي أكبر تجمع سكاني حضري للبشتون في العالم، إذ يفوقون في عددهم عدد المواطنين البشتون في مدينة بيشاور. يعتبر البشتون، ممن تعود أصولهم إلى أفغانستان، المجتمع المحلي الأكثر محافظةً. وفي المقابل، يُنظر إلى البشتون من وادي سوات في باكستان باعتبارهم أكثر تحررًا في نظرتهم الاجتماعية. يشكل المجتمع البشتوني العمود الفقري للعمال اليدويين ومتعهدي النقل. كتب أناتول ليفين من جامعة جورجتاون في قطر أن «كراجي (وليس كابول أو قندهار أو بيشاور) هي أكبر مدينة بشتونية في العالم، وذلك نظرًا لاستيطان البشتون للمدينة».
بدأ المهاجرون القادمون من البنجاب بالاستقرار في مدينة كراجي بأعداد غفيرة خلال ستينيات القرن العشرين. ويشكلون الآن نحو 14% من سكان كراجي. يشكل المجتمع المحلي البنجابي العمود الفقري لقوة الشرطة في المدينة. هذا ويعد جل أعضاء المجتمع المسيحي في كراجي -البالغة نسبته 2.5% من السكان- من البنجابيين.
لا تتجاوز نسبة السنديون في المدينة ما يتراوح من 6 إلى 8% من السكان وحسب، وذلك على الرغم من كونها عاصمة إقليم السند. يمثل السنديون جزءًا كبيرًا من البيروقراطية المحلية والإقليمية. يتحدث 4% من سكان كراجي اللغة البلوشية كلغة أم، وذلك على الرغم من انحدار معظم متحدثي اللغة البلوشية من أصول شيدية -وهو مجتمع محلي تعود جذوره إلى إفريقيا.
وصل آلاف البهاريون الناطقون بالأردية إلى المدينة عقب الحرب الباكستانية الهندية لسنة 1971 واستقلال بنغلاديش. آثر هؤلاء البقاء في باكستان بدلًا من العيش في تلك الدولة المستقلة حديثًا. كذلك هاجر عدد كبير من البنغاليين من بنغلاديش إلى مدينة كراجي خلال فترات النمو الاقتصادي في ثمانينيات وتسعينيات القرن العشرين. يعيش الآن في كراجي ما يتراوح تقديريًا من 2.5 إلى 3 ملايين من أبناء الإثنية البنغالية الذين يعيشون في باكستان. كذلك يعيش في المدينة عدد من لاجئي الروهينغيا الميانماريين، والذين يتحدثون إحدى لهجات اللغة البنغالية ويعتبرون بنغالًا. يبلغ عدد سكان كراجي من الروهينغيا نحو 400,000 شخص. أفضت هجرة الروهينغيا واسعة النطاق إلى كراجي إلى جعل المدينة واحدةً من كبرى المراكز السكانية للروهينغيا في العالم خارج ميانمار.
كذلك استقر في المدينة مهاجرون من آسيا الوسطى (أوزبكستان وقرغيزستان). يشتغل خدم المنازل الفلبينيين في أحياء كراجي الراقية، في حين ترجع أصول العديد من المعلمين إلى سريلانكا. انتقل العديد من السريلانكيين إلى كراجي على إثر الأزمة الاقتصادية التي حلت على سريلانكا سنة 2022.

## التاريخ
تعرف تاريخيا بمدينة الديبل (بالأردية:ديبل) مدينة عريقة في السند جنوبي باكستان. ومنها دخل الإسلام إلى جنوب آسيا.
| كراتشي | ومدينة الديبل كثيرة الناس جدبة الأرض قليلة الخصب ليس بها شجر ولا نخل وجبالها جرد وسهولها قشفة عديمة النبات وأكثر بنيانهم بالطين والخشب وإنما سكنها أهلوها بحسب أنها فرضة لبلاد السند وغيرها وتجارات أهلها من وجوه شتى وأسباب متفرقة يتصرفون فيها. وأيضًا أن مراكب العمانيين تقصدها بأمتعتها وبضائعها وقد ترد عليها مراكب الصين والهند بالثياب والأمتاع الصينية والأفاويه العطرية الهندية فيشترون من ذلك جزافًا لأنهم أهل يسار وأموالهم كثيرة ويمسكونا حتى إذا سارت المراكب عنهم وخلت السلع أخرجوا أمتعتهم وباعوا وسافروا إلى البلاد وقارضوا وتصرفوا في أموالهم كيف شاءوا. | كراتشي |

ويقول عن الموقع المدينة بأن بين الديبل وموقع مهران الأعظم ستة أميال في جهة المغرب منها. ويذكر كتاب تاريخ الخلفاء (للسيوطي) أن المسلمين سيطروا عليها في زمن الوليد بن عبد الملك سنة 93 هجرية وأن زلزالاً حدث في المنطقة سنة 280 هجرية في زمن المعتضد بالله.

## الاقتصاد
كراجي هي العاصمة الاقتصادية والمالية لباكستان، وهي المدينة الأكثر نشاطا اقتصاديا في البلاد، كما ان بها الميناء الأكبر بباكستان ويمثل مطار المدينة المطار الأنشط بالبلاد.

## الرياضة
تعد الرياضة بباكستان اساسية وتعد الكريكيت من الرياضات الاساسية وتعد أسرة طاك TAK من العائلات المشهورة في هذا المجال.

## التعليم
- جامعة كراجي
- ur:جامعہ بنوریہ
- ur:جامعہ علیمیہ اسلامیہ کراچی

## النقل

### السكك الحديدية
يشكل التنقل بالقطارات ثاني أهم وسائل النقل بعد السيارات وان معظم القطارات من النوع الكلاسيكي وليس الميترو ويربط المدينة بالمدن الأخرى مجموعة من سكك الحديد التي تنقل الملايين من السكان في كل سنة ويكون الاجرة رخيصة مقارنةً بوسائل النقل الأخرى. المصدر وزارة النقل الباكستانية.

## توأمة
لكراجي اتفاقيات توأمة مع كل من:
- قم
- مشهد
- شيكاغو
- دلهي
- جدة
- دبي
- كلكتا
- بيروت
- لندن
- مومباي
- بورت لويس
- شانغهاي (1984 -)
- طشقند
- إسطنبول
- دكا
- هيوستن
- المنامة
- بريشتينا
- كوالالمبور

## أعلام
- إبراهيم إسماعيل جندريكار
- مارغريت لوكوود
- بينظير بوتو
- روبين أوكوتي
- يوسف رضا الكيلاني
- عارف علوي
- عابدة سلطان
- محمد علي جناح
- عبد الستار إيدهي
- ملا عمر

## وصلات خارجية
- كراجي: عاصمة باكستان التجارية.
- الموقع الرسمي